# Alliance Internationale de Tourisme
La Alliance Internationale de Tourisme (AIT) es una federación internacional de organizaciones de tráfico creada para "representar los intereses de las asociaciones automovilísticas nacionales y los touring club". Fue fundada en el Casino Bourgeois en Ciudad de Luxemburgo el 4 de agosto de 1898 como la "Ligue Internationale des Associations Touristes" (LIAT), pero cambió su nombre a la "Alliance Internationale de Tourisme" (AIT), el 30 de mayo de 1919.
Miembros de la Alianza se limita a las organizaciones que trabajan en el ámbito del turismo, la movilidad, motor y / o actividades al aire libre, y no está abierta a particulares. Según el sitio web AIT, la organización reclama 140 miembros en 101 países
La AIT está estructurada en 4 regiones administrativas:
- Región I: Europa, Oriente Medio y África
- Región II: Asia y Pacífico
- Región III: Norteamérica
- Región IV: Iberoamérica

## Members
Lista Completa de miembros a agosto de 2012:
- Touring Club d'Algérie (TCA)
- Touring & Automóvil Club de Colombia (ACC)
- Automóvil Club Argentino (ACA)
- Automobil Club d'Andorra (ACA)
- Touring Club Argentino (TCA)
- ARVIKON Automobile & Tourist Club (ARVIKON)
- Automobile Federation of Armenia (FAA)
- Australian Automobile Association (AAA)
- Österreichischer Automobil Motorrad und Touring Club (ÖAMTC)
- Österreichischer Camping Club (ÖCC)
- Autotur Tourism Company (ATC)
- National Automobile Club of Azerbaijan (NACA)
- Automobile Association of Bangladesh (AAB)
- Belarussian Auto Moto Touring Club (BKA)
- SMOK International Travel Agency (SMOK)
- Touring Club Belgium (TCB)
- Royale Ligue Vélocipédique Belge (RLVB)
- Fédération Belge du Cyclotourisme (FBC_BBR)
- Automóvil Club Boliviano (ACB)
- Bosnia and Hercegovina Automobile Club (BIHAMK)
- Union des Automobilistes Bulgares (UAB)
- Canadian Automobile Association (CAA)
- Automóvil Club de Chile (ACCHI)
- China Tourism Automobile and Cruise Association (CTACA)
- Automóvil Club de Costa Rica (ACCR)
- Hrvatski Autoklub (HAK)
- Cyprus Automobile Association (CAA)
- Ustredni Automotoklub CR (UAMK CR)
- Forenede Danske Motorejere (FDM)
- Dansk Cyklist Forbund (DCF)
- Automóvil Club del Ecuador (ANETA)
- Automobile & Touring Club of Egypt (ATCE)
- Ministry of Tourism of the Arab Republic of Egypt
- Automobile Club of Estonia (EAK)
- Automobile and Touring Club of Finland (AL)
- SF Caravan (SFC)
- Fédération Française des Automobile Clubs (FFAC)
- Camping Club de France (CCDF)
- Fédération Française de Cyclotourisme (FFCT)
- Union des Groupes du Touring Club de France (UGTCF)
- Georgian Automobile Federation (GAF)
- Allgemeiner Deutscher Automobil Club (ADAC)
- Automobilclub von Deutschland (AvD)
- Deutscher Camping Club (DCC)
- Deutscher Segler Verband (DSV)
- The Automobile Association (AA)
- Royal Scottish Automobile Club (RSAC)
- Royal Automobile Club
- Camping and Caravanning Club (CCC)
- Caravan Club
- Automobile and Touring Club of Greece (ELPA)
- Yacht Club of Greece (YCG)
- Pontifical Council for the Pastoral Care of Migrants and Itinerant People
- Hong Kong Automobile Association (HKAA)
- Magyar Autoklub (MAK)
- Felag Islenzkra Bifreidaeigenda (FIB)
- Federation of indian Automobile Associations (FIAA)
- Ikatan Motor Indonesia (IMI)
- Touring and Automobile Club of the Islamic Republic of Iran (TACI)
- Iraq Automobile and Touring Association (IATA)
- Automobile Association Ireland (AA Ireland)
- Automobile and Touring Club of Israel (MEMSI)
- Automobile Club d'Italia (ACI)
- Touring Club Italiano (TCI)
- Federazione del Campeggio e del Caravanning (Federcampeggio)
- Jamaica Automobile Association (JAA)
- Japan Automobile Federation (JAF)
- Royal Automobile Club of Jordan (RACJ)
- Drivers Association of the republic of Kazakhstan (CB TC PK)
- Automobile Association of Kenya (AAK)
- Korea Automobile Association (KAA)
- Kuwait Automobile & Touring Club (KATC)
- Eastern Automobile Club (EAC)
- Auto moto Society of Latvia (LAMB)
- Automobile et Touring Club du Liban (ATCL)
- Automobile and Touring Club of Libya (ATCL)
- Association of Lithuanian Automobilists (LAS)
- Automobile Club du Grand Duché de Luxembourg (ACL)
- Auto Moto Sojuz na Makedonija (AMSM)
- Automobile Association of Malaysia (AAM)
- Touring Club Malta (TC(M))
- Alianza Mexicana Automovilística (AMA)
- Automobil Club din Moldova (ACM)
- Touring Club du Maroc (TCM)
- Automobile Association of Namibia (AAN)
- Automobile Association of Nepal (AAN)
- Koninklijke Nederlandse Toeristenbond ANWB (ANWB)
- Koninklijke Nederlandsche Autombiel Club (KNAC)
- Nederlandse Toer Fiets Unie (NTFU)
- New Zealand Automobile Association (NZAA)
- Norges Automobil Forbund (NAF)
- Oman Automobile Association (OAA)
- Automobile Association of Pakistan (AAP)
- Touring y Automóvil Club Paraguayo (TACPY)
- Touring y Automóvil Club del Perú (TACP)
- Automobile Association Philippines (AAP)
- Polski Zwiazek Motorowy (PZM)
- Polskie Towarzystwo Turystyczno Krajoznawcze (PTTK)
- Automovel Club de Portugal (ACP)
- Federaçao Portuguesa de Cicloturismo e Utilizadores de Bicicleta (FPCUB)
- Qatar Automobile and Touring Club (QATC)
- Automobil Clubul Roman (ACR)
- Russian Automobile Society (RUS)
- Saudi Automobile and Touring Association (SATA)
- Saudi Automobile Federation (SAF)
- Touring Club du Senegal (TCSn)
- Auto-moto savez Srbije i Crne Gore (AMS SCG)
- Automobile Association of Singapore (AAS)
- Slovenski Autoturist Klub (SATC)
- Narodny Automotoklub Slovenskej Republiky (NAMK SR)
- Auto moto Zveza Slovenije (AMZS)
- Automobile Association of South Africa (AASA)
- Real Automóvil Club de España (RACE)
- Reial Automobil Club de Catalunya (RACC)
- Automobile Association of Ceylon (AAC)
- Motormannens Riksforbund (M)
- Svenska Turistforeningen (STF)
- Cykelframjandet
- Sveriges Motorcyklisters Centralorganisation (SMC)
- Touring Club Suisse (TCS)
- Cruising Club der Schweiz (CCS)
- Zelt Klub Zurich (ZKZ)
- Suisse Tourisme (ST)
- Automobile et Touring Club de Syrie (ATCS)
- Automobile Association of Tanzania (AAT)
- Royal Automobile Association of Thailand
- Trinidad & Tobago Automobile Association (TAA)
- Touring Club de Tunisie (TCT)
- Turkiye Turing ve Otomobil Kurumu (TTOK)
- Ministère du Tourisme
- Automobile Association of Uganda (AA Uganda)
- Company 112 Ukraine (112 UA)
- Fédération Automobile d'Ukraine (FAU)
- Automobile and Touring Club for United Arab Emirates (ATC UAE)
- American Automobile Association (AAA)
- American Automobile Touring Alliance (AATA)
- Automóvil Club del Uruguay (ACU)
- Touring y Automóvil Club de Venezuela (TACV)
- Yemen Club for Touring & Automobile (YCTA)
- Automobile Association of Zimbabwe (AAZ)